# Aleksandrovac
Aleksandrovac (v srbské cyrilici Александровац) је město v Centrálním Srbsku, v blízkosti hranic s Kosovem a města Kraljevo. Administrativně se nachází v Rasinském okruhu. V roce 2011 mělo 6228 obyvatel.
Město se nachází na přechodu mezi hornatou krajinou (horské masivy Kopaonik, Jastrebac a Goča) a rovinou řeky Západní Moravy, v regionu západního Pomoraví. Protéká ním řeka Pepeljuša.
Současné město neslo původně název Kožetin (v srbské cyrilici Кожетин), který si dnes uchovala pouze osada na jeho západním okraji. Od roku 1837 má první školu, v roce 1872 zde byla otevřena první knihovna. V roce 1882 získalo svůj současný název podle krále Aleksandra I. Obrenoviće. Od té doby se zde rozvíjelo vinařství. Město má dnes několik muzeí, které se věnují právě pěstování vína.
V blízkosti Aleksandrovace se nacházejí Klášter Rudenica a Drenča.